# Battle Arena Toshinden 3
Battle Arena Toshinden 3 (闘神伝3, Tōshinden Surī) est jeu de combat en 3D développé par Tamsoft et Takara en 1996 sur PlayStation. Le titre est édité par Takara au Japon, par Playmates Interactive en Amérique du Nord et par Sony Interactive Entertainment en Europe. Le jeu est exclusif à la PlayStation, première fois qu'un épisode de la série Toshinden ne soit pas porté sur Sega Saturn et Windows. 

## Système de jeu

### Généralités
Alors que la structure du second épisode est basée sur celle du premier jeu, Toshinden 3 change radicalement le gameplay de la série. Les arènes sont maintenant fermées, ce qui permet aux joueurs de projeter leurs adversaires contre les murs et les plafonds afin de jongler avec diverses attaques,. Le système de combo est également retravaillé, chaque personnage possédant une liste préétablie de combos. En plus des 14 combattants de départ, le jeu ajoute également 18 personnages supplémentaires à débloquer, portant le total à 32. Toutefois, les personnages déblocables sont pour la plupart des images miroir des styles de combats des 14 personnages originaux. Le mode Arcade de Toshinden 3 est très différents des deux précédents, les adversaires auxquels le joueur est confronté dépendent du personnage qu'il a choisi. 

### Versions
Les versions américaine et européenne de Toshinden présentent plusieurs différences de jeu par rapport à la version japonaise. Le blocage haut ou bas est automatique, le fait d'appuyer sur arrière bloque à la fois les attaques hautes et basses. Dans la version japonaise, il est nécessaire d'appuyer arrière et bas pour bloquer les attaques basses. Lorsqu'ils sont touchés par un renversement, tous les personnages volent sur toute la longueur de l'arène. Dans la version originale, les adversaires contrôlés par l'ordinateur volent sur toute la longueur de l'arène, mais la distance parcourue par le personnage du joueur est déterminée par son poids. Un bug concernant la direction dans laquelle un personnage vole lorsqu'il est touché par des attaques qui l'envoient dans l'arène, lorsqu'il fait face à son attaquant, a été corrigé. Deux modes de jeu sont également ajoutés, le mode entrainement et le mode survie.

### Combattants
- Eiji Shinjo
- Kayin Amoh
- Sofia
- Rungo Iron
- Mondo
- Duke B. Rambert
- Ellis
- Gaia
- Chaos
- Tracy
- Vermilion
- Sho Shinjo

Nouveaux personnages
- David
- Shizuku Fuji
- Nagisa Iwashiro
- Bayhou

Personnages à débloquer
- Leon
- Ten Count
- Zola
- Adam
- Cuiling
- Toujin
- Balga
- Atahua
- Tau
- Schultz
- Rachael
- Miss Til
- Abel
- Veil
- Naru Amoh